# Saint-Pierremont (Vosges)
Saint-Pierremont é uma comuna francesa na região administrativa de Grande Leste, no departamento de Vosges. Estende-se por uma área de 5,51 km². Em 2010 a comuna tinha 155 habitantes (densidade: 28,1 hab./km²).